# ダイナソー (ダイナソーJr.のアルバム)
ダイナソー（Dinosaur）は、アメリカのオルタナティヴ・ロックバンド、ダイナソーJr.が1985年7月16日にホームステッド・レコードからリリースした1枚目のアルバムである。

## 概要
本作では、以降のアルバムよりもフォーク的な一面が表出しているが、本作の収録曲の中には「ダズ・イット・フロート」、「マウンテン・マン」、「バルブス・オブ・パッション」のように、よりヘヴィかつハードコア・パンクをベースとした楽曲も含まれている。
本作の初回リリース時には、バンドは単に「ダイナソー」の名で知られていたが、後に訴訟によって「ダイナソーJr.」とバンド名を変更することを余儀なくされた。そのため、本作は当初セルフタイトルのアルバムであったが、その後のリイシューでは「ダイナソー」のタイトルが維持された。

## 評価
アルバムに対する評論家の評価は賛否両論だった。 『オールミュージック』のレビューにおいて、スティーヴン・トマス・アールワインは「『ダイナソー』には際だった曲がいくつかある。しかし、ハードコア・パンクやハードロックに実験音楽の要素を融合させるのに苦労しているせいか、全体としては、印象的だがまとまりがない」と評した。『ピッチフォーク・メディア』は、このアルバムに10点満点中6.2点を付け、「長すぎる曲に多くのスタイルを取り入れすぎて一貫性が無く、ひどく雑然としている」と評した。

## 収録曲
作詞作曲は、全てJ・マスシス。
1. フォーゲット・ザ・スワン "Forget The Swan" - 5:09
2. キャッツ・イン・ア・ボウル "Cats in a Bowl" - 3:35
3. ザ・リパー "The Leper" - 4:04
4. ダズ・イット・フロート "Does It Float" - 3:18
5. ポイントレス "Pointless" - 2:46
6. リパルジョン "Repulsion" - 3:04
7. ガーゴイル "Gargoyle" - 2:11
8. セヴァード・リップス "Severed Lips" - 4:02
9. マウンテン・マン "Mountain Man" - 3:28
10. クエスト "Quest" - 4:27
11. バルブス・オブ・パッション "Bulbs of Passion" - 4:13

「バルブス・オブ・パッション」は本来、シングル「リパルジョン」のB面収録曲であり、オリジナルのLP盤には収録されておらず、その後のカセットとCDのリイシューで最後の曲として収録された。2005年のマージ・レコードでのリイシューでは、J・マスシスの要望により1曲目に収録された。Jはインタビューにて「あの曲は俺たちの新しい方向性を示してくれた。自分たちだけの音だと感じたよ。だから1曲目にするように頼んだんだ。」と回顧した。アルバムの最後に「ダズ・イット・フロート」の1987年のライブ録音もあわせて収録された。

## クレジット
ダイナソーJr.
- J・マスシス - ボーカル、ギター、トムトム、シンバル、ビッグマフ
- ルー・バーロウ - ベース、ボーカル、 シンセサイザー (casioと表記)
- マーフ - ドラムス、ボーカル（「マウンテン・マン」）、シンセサイザー (casioと表記)

その他のスタッフ
- クリス・ディクソン、グレン・ディクソン - エンジニア
- ジェイソン・タラーマン - 写真撮影
- モーラ・ジャスパー - カバー・アートワーク
- ルー・バーロウ - 背面アートワーク